# Подколкинский сельсовет
Подколкинский сельсовет — муниципальное образование в Бузулукском районе Оренбургской области.
Административный центр — село Подколки.

## Административное устройство
В состав сельского поселения входят 3 населённых пункта:
- село Подколки,
- село Новая Казанка,
- село Малогасвицкое.